# Ulfert Herlyn

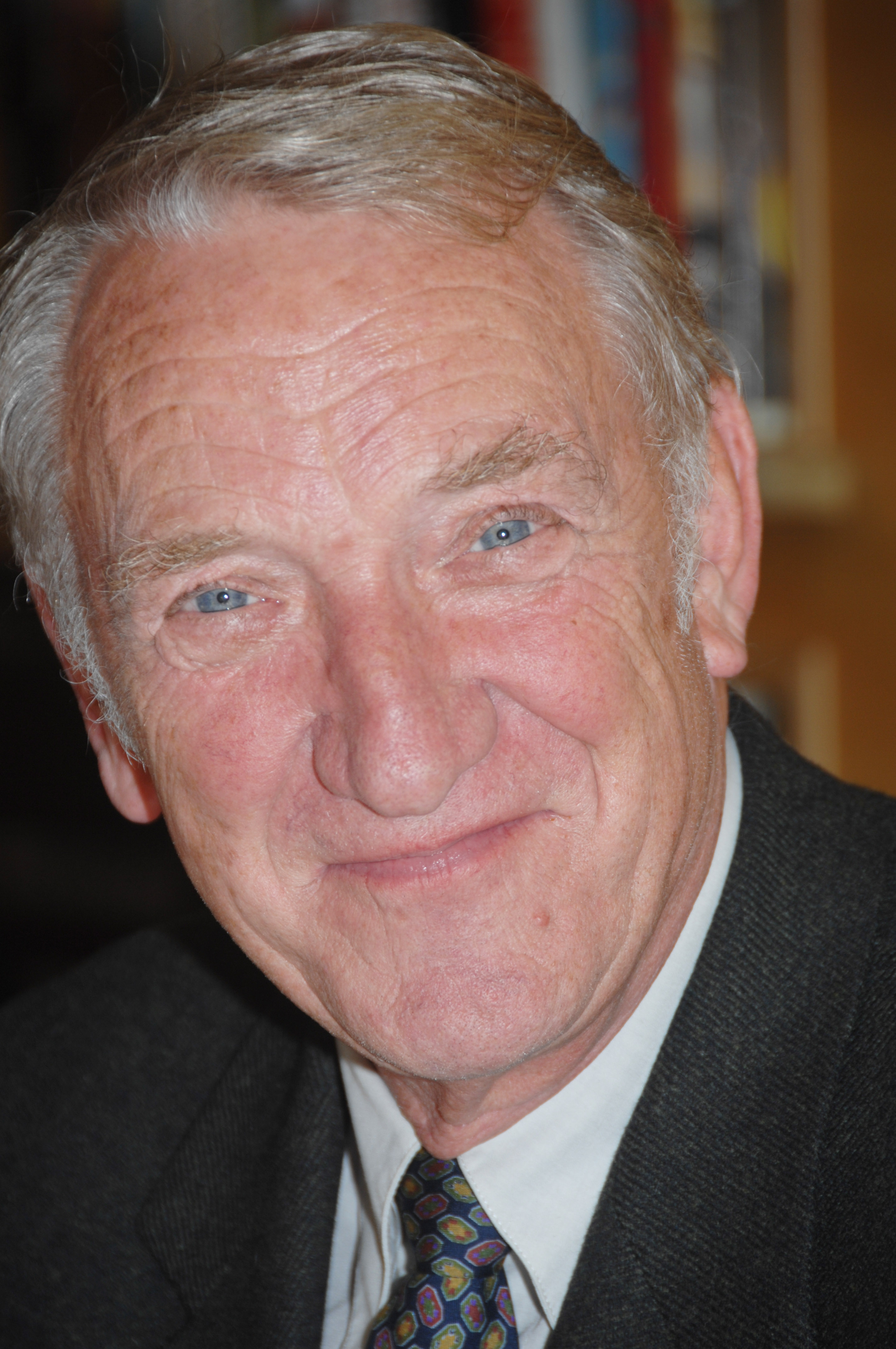
Ulfert Herlyn 2007

Ulfert Herlyn (* 19. Januar 1936 in Göttingen; † 12. August 2022) war ein deutscher Stadtsoziologe und Hochschullehrer.

## Leben und Wirken
Ulfert Herlyn studierte ab 1957 Soziologie an der Universitäten Göttingen, Köln bei René König und Berlin; Studienabschluss als Diplom-Soziologe 1962 an der FU Berlin. Von 1963 bis 1973 war er wissenschaftlicher Mitarbeiter und Akademischer Rat am Soziologischen Seminar der Universität Göttingen bei Hans Paul Bahrdt. Er promovierte im Jahre 1969 bei Bahrdt; 1973 Habilitation an der Wirtschafts- und Sozialwissenschaftlichen Fakultät der Universität Göttingen für das Fach Soziologie, insbesondere Stadt- und Regionalsoziologie sowie empirische Sozialforschung.
Ab 1974 Professor für Planungsbezogene Soziologie an der Universität Hannover am Institut für Planungsbezogene Soziologie und Freiraumplanung (IFPS); ab 2000 emeritiert. In der Zeit zahlreiche empirische Forschungsprojekte zu Problemen der Stadt- und Wohnforschung beispielsweise über Wohnverhältnisse, Stadtsanierung, Infrastrukturprobleme, Segregation oder Neue Städte. Ein wichtiger Forschungsgegenstand Herlyns war die Stadt Wolfsburg.
Von 1979 bis 1982 Vorsitzender der Sektion Stadt- und Regionalsoziologie. Herlyn erhielt in den frühen 1980er Jahren einen Ruf auf die Nachfolge von Erika Spiegel an der Universität Dortmund, blieb aber in Hannover.

## Publikationen (Auswahl)
- Ulfert Herlyn, Martin Schwonke: Soziologische Analyse einer jungen Industriestadt. Stuttgart 1967
- Ulfert Herlyn: Wohnen im Hochhaus. Stuttgart 1970
- Ulfert Herlyn, H. J. Schaufelberger: Innenstadt und Erneuerung. Schriftenreihe des BMBau 3-007. Braunschweig 1972
- Ingrid Herlyn, Ulfert Herlyn: Wohnverhältnisse in der BRD. Frankfurt am Main 1976
- Ulfert Herlyn, Adelheid von Saldern, Wulf Tessin (Hrsg.): Neubausiedlungen der 20er und 60er Jahre. Ein historisch-soziologischer Vergleich. Frankfurt/New York 1987
- Ulfert Herlyn: Leben in der Stadt. Opladen 1990
- Lothar Bertels, Ulfert Herlyn (Hrsg.): Lebenslauf und Raumerfahrung. Opladen 1990